# Justyna Steczkowska
Justyna Maria Steczkowska, född 2 augusti 1972 i Rzeszów, Folkrepubliken Polen, är en polsk sångerska, låtskrivare och skådespelare. Hon är syster till sångerskan Magda Steczkowska.
Justyna Steczkowska är det fjärde barnet i en syskonskara på nio. Hemmiljön var präglad av musik, då fadern är dirigent. Hon avlade examen från musikskolan i Rzeszów med violin som sitt instrument. Hon påbörjade studier vid musikhögskolan i Gdańsk men hoppade av. Hon valde att satsa på sång och sjöng i flera olika rockgrupper.
Steczkowska blev känd i början av 1990-talet efter att hon vunnit talangtävlingen Szansa na Sukces med låten Buenos Aires. 1995 utsågs hon till Polens representant i Eurovision Song Contest. Hon framförde bidraget Sama och kom på 18:e plats med 15 poäng. Året därpå släppte hon sitt debutalbum Dziewczyna szamana som sålde platina. 2025 representerade hon återigen Polen i Eurovision Song Contest 2025. Denna gång med låten "Gaja" som slutade på 14:e plats.
Steczkowska filmdebuterade 1998 i filmen Billboard. Året därpå spelade hon huvudrollen i filmen Na koniec świata, som hon också komponerade soundtracket till med Antoni Łazarkiewicz.

## Diskografi
- Dziewczyna szamana (1996)
- Naga (1997)
- Na koniec świata (1999)
- Dzień i noc (2000)
- Mów do mnie jeszcze (2001)
- Alkimja (2002)
- Złota Kolekcja - Moja intymność (2003)
- Femme Fatale (2004)
- Daj mi chwilę (2007)
- Puchowe kołysanki (2008)
- To mój czas (2009)
- Mezalianse (2011)
- XV (2012)